# Зубний технік
Зубний технік — одна з професій у сучасній стоматології, входить у поняття дантист. Зубних техніків часто плутають із зубними лікарями чи стоматологами. Однак на відміну від стоматологів чи зубних лікарів, зубний технік не зустрічається з пацієнтами. Іноді у виняткових випадках така зустріч необхідна. Найчастіше пацієнти стоматологічних клінік потрапляють до зуботехнічної лабораторії для корекції кольору зубних протезів, для заміни матриць аттачменів у бюгельних протезах або для ремонту знімного протезу.

## Опис

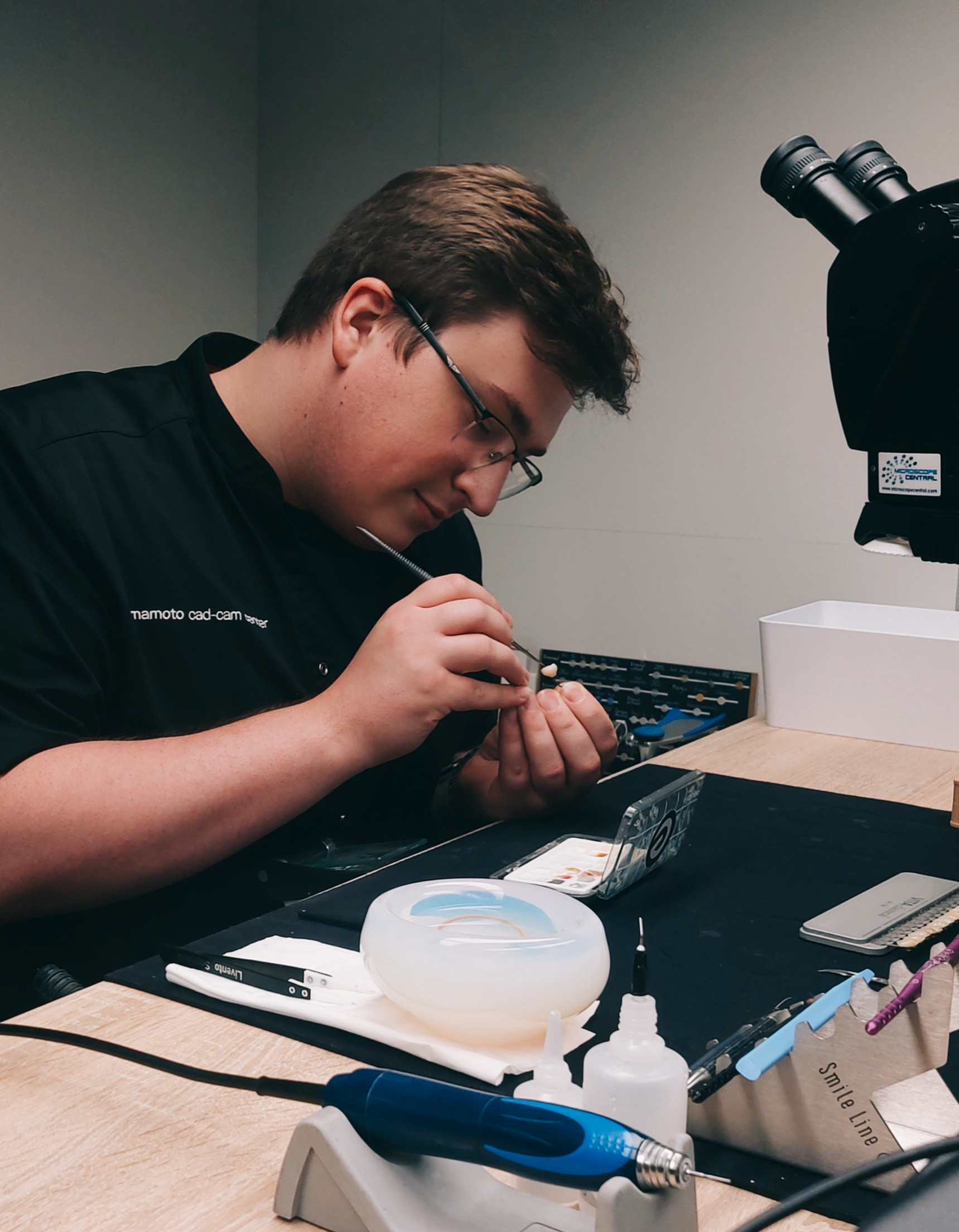
Зубний технік проводить процес нанесення фарб на цирконієву коронку

Зубний технік — це безпосередній виробник різних протезів зубів, частин особи та лицьового скелета, найчастіше це протези зубів, рідше протези особи або частин лицьового скелета, ортодонтичних та щелепно-лицьових апаратів, які надалі встановлюють пацієнтам лікарі-стоматологи. Зубний технік працює в зуботехнічній лабораторії, в якій виготовляє різні види зубних протезів, ортодонтичних апаратів, щелепно-лицьових апаратів, шин.
Основним робочим місцем зубної техніки є зуботехнічний стіл, особливий стіл із вбудованим вентиляційним обладнанням, спеціальним освітленням, оснащеним мікромотором та іншими приладами, які можна порівняти з токарним верстатом для токаря. Довольно часто зубні техніки спеціалізуються на тому, якою є робота в рамках своєї професії. Часто розділення відбувається по видам протезов або процесу. Зубні техніки спеціалізуються (по видам протезів) в знімному протезуванні, ортодонтичних апаратах, несъємному протезуванні (металокераміст), протезуванні на імплантатах, оператор CAD/CAM систем.
Підготовка зубного техніка вимагає поєднання академічного навчання та досвіду, отриманого під час роботи. Тому, незалежно від країни, з якої вони походять, після отримання кваліфікованого техніка (поки там існує звання «зубний технік») закінчується навчання, а не навчання, оскільки для оволодіння цими ремеслами потрібен багаторічний досвід.

## Завдання зубного техніка
Завдання зубного техніка можна охарактеризувати як відновлення функціональності, здоров'я та естетики порожнини рота.
Єдина мета протезиста — не просто створити протез, а скоріше відновити втрату функціональності ротової порожнини пацієнта, від жування і ковтання до розмови та правильної фонетики. Завдяки роботі протезиста покращується здоров'я порожнини рота, механічна функція, гігієна та комфорт, включаючи естетику ротової порожнини та обличчя.
Ця мета є об'єднаними зусиллями клінічних та лабораторій, зусилля, які частково координуються та досягаються стоматологом та протезистом. Тим не менш, єдиним, хто відповідає за створення протезів, є протез, який є ручною, персоналізованою, унікальною річчю, розробленою в зуботехнічній лабораторії.
Залежно від посади, яку займає зубний технік, їх конкретне звання може також відрізнятися («кераміст», «полірувальник», «ортодонт» тощо). Насправді, через складність роботи, яку виконують зубні техніки, професіонал, як правило, спеціалізується в одній області зубного протезування. Оскільки асортимент пристроїв для проектування та створення надзвичайно різноманітний, неможливо виготовити всі з однаковим набором навичок, крім того, для повного оволодіння будь-якою технікою може знадобитися багаторічний досвід.
Загалом, перший крок, який робить зубний технік, — це «освоїти гіпс», тобто спочатку він починає роботу в частині лабораторії, де робляться зубні відбитки, вирізають моделі та монтують артикулятори. Зубний технік може набути вміння виконувати різноманітні та розрізнені завдання в лабораторії, маючи змогу навіть виконувати більшість етапів виробництва різноманітних протезів, таких як знімні часткові зубні протези, повні та частково виготовлені зі смоли, та ортодонтичні пристрої (в тому числі брекети та ретейнери). Проте, як зазначалося раніше, зубні техніки повинні спеціалізуватися; насправді для кожного типу протезів існує багато специфічних стоматологічних лабораторій.

## Спеціальності
- «Полірувальник» — це зубний технік, який присвячує себе налаштуванню зубів, виготовляючи знімні протези зі смоли чи металу, формуючи шийку зуба або завантажуючи смолу. У своїй професії їх також можна назвати «ваксувальниками».
- Кераміст спеціалізується на заключному етапі виготовлення незнімних протезів, який складається з монтажу кераміки на різних протезних конструкціях, таких як: мости, коронки, протезні імплантати або протези. Ця техніка складна і вимагає художнього таланту, тому зубні техніки можуть досягти різних рівнів здібностей, більшою чи меншою мірою розвиваючи свої творчі здібності, щоб надати вашим зубам максимально природний вигляд. Таким чином, кераміки часто вважаються цінними професіоналами.

## Вироби, виготовлені зубними техніками
Зубні техніки переважно виготовляють зубні протези або аналогічним чином створюють штучні деталі, які в основному призначені для заміни природних, відсутніх зубів пацієнта.
Тому зубні техніки виготовляють повне протезування із смол (зазвичай їх називають зубними протезами), часткове протезування (металеве або виготовлене зі смоли), мости та коронки будь-якого типу (незнімне протезування, яке також називають зубними імплантатами) та змішані протези. Крім того, зубні техніки виготовляють усі знімні ортодонтичні пристрої (знімні ортодонтичні засоби), зубні шини, індивідуальні компресійні лотки, тимчасові смоляні протези, прикусні пластини, а також навчальні моделі. Зубні техніки також відповідають за виготовлення композитів (ремонт протезів у разі їх поломки) та повторну підкладку (перебудову протезів, коли вони занадто великі або стають крихкими в роті через реабсорбцію альвеолярної кістки з часом). Все це, що стосується гіпсових моделей або моделей інструкторів, є злочином, який діє на ротову порожнину пацієнта.
У кожній країні, яка юридично регулює професію зубних техніків, протезист є єдиним професіоналом, який має кваліфікацію та має право виробляти вищезгадану продукцію.
За законом зубні техніки ніколи, навіть якщо є медичний рецепт, не можуть знімати відбитки — клієнтом протезів за законом є стоматолог, а якщо протезист торкається рота пацієнта, Кримінальним кодексом вважається нав'язливим злочином.